# Championnats d'Europe de karaté juniors et cadets 2003
Les championnats d’Europe de karaté juniors et cadets 2003 ont eu lieu du 14 au 16 février 2003 à Wrocław, en Pologne. Il s'agissait de la 30e édition des championnats d'Europe de karaté juniors et cadets organisés par la Fédération européenne de karaté chaque année.

## Résultats

### Cadets

#### Kata
| Rang | Pays      | Karatéka    |
| ---- | --------- | ----------- |
| 1    | France    | T. Ha       |
| 2    | Suisse    | Y. Rossier  |
| 3    | Allemagne | M. Haas     |
| 3    | Ukraine   | K. Kolesnik |

| Rang | Pays      | Karatéka           |
| ---- | --------- | ------------------ |
| 1    | Espagne   | P. Rodriguez Nieto |
| 2    | Slovaquie | K. Longova         |
| 3    | Italie    | Sara Battaglia     |
| 3    | France    | S. Scordo          |

#### Kumitemasculin
| Rang | Pays        | Karatéka        |
| ---- | ----------- | --------------- |
| 1    | Azerbaïdjan | P. Abdulkerimov |
| 2    | Angleterre  | N. Clark        |
| 3    | Italie      | M. Culasso      |
| 3    | France      | William Rollé   |

| Rang | Pays        | Karatéka      |
| ---- | ----------- | ------------- |
| 1    | Azerbaïdjan | Rafael Ağayev |
| 2    | Slovaquie   | M. Vasek      |
| 3    | Turquie     | Y. Cetin      |
| 3    | Belgique    | G. Huvenne    |

| Rang | Pays | Karatéka |
| ---- | ---- | -------- |
| 1    | ?    | ?        |
| 2    | ?    | ?        |
| 3    | ?    | ?        |
| 3    | ?    | ?        |

| Rang | Pays        | Karatéka     |
| ---- | ----------- | ------------ |
| 1    | Écosse      | Calum Robb   |
| 2    | Pays-Bas    | D. Dutomadio |
| 3    | Grèce       | I. Batanidis |
| 3    | Biélorussie | A. Huts      |

| Rang | Pays        | Karatéka       |
| ---- | ----------- | -------------- |
| 1    | Italie      | A. Iarnone     |
| 2    | Yougoslavie | A. Cecunjanin  |
| 3    | Russie      | S. Guriev      |
| 3    | Grèce       | I. Mavropoulos |

### Juniors

#### Épreuves individuelles

##### Kata
| Rang | Pays        | Karatéka         |
| ---- | ----------- | ---------------- |
| 1    | Italie      | L. Brancaleon    |
| 2    | France      | Vu Duc Minh Dack |
| 3    | Espagne     | V. Marcos Nieto  |
| 3    | Biélorussie | S. Semchyk       |

| Rang | Pays      | Karatéka             |
| ---- | --------- | -------------------- |
| 1    | Espagne   | R. Jimenez Fernandez |
| 2    | Croatie   | Mirna Šenjug         |
| 3    | Allemagne | S. Haas              |
| 3    | Slovaquie | M. Vasekova          |

##### Kumite

###### Kumitemasculin
| Rang | Pays      | Karatéka        |
| ---- | --------- | --------------- |
| 1    | Pays-Bas  | Geoffrey Berens |
| 2    | Allemagne | M. Kirberger    |
| 3    | Turquie   | I. Demir        |
| 3    | France    | I. El Ghoul     |

| Rang | Pays        | Karatéka                |
| ---- | ----------- | ----------------------- |
| 1    | Azerbaïdjan | D. Agasiyev             |
| 2    | Angleterre  | B. Hopper               |
| 3    | Grèce       | Dimítrios Triantafýllis |
| 3    | Russie      | G. Yakhyaev             |

| Rang | Pays       | Karatéka                |
| ---- | ---------- | ----------------------- |
| 1    | Belgique   | Diego Davy Vandeschrick |
| 2    | Allemagne  | F. Reuter               |
| 3    | Angleterre | C. Canning              |
| 3    | Italie     | B. La Forgia            |

| Rang | Pays        | Karatéka   |
| ---- | ----------- | ---------- |
| 1    | Angleterre  | A. Brown   |
| 2    | Biélorussie | D. Hrachou |
| 3    | France      | L. Capla   |
| 3    | Russie      | V. Rahimov |

| Rang | Pays     | Karatéka       |
| ---- | -------- | -------------- |
| 1    | Espagne  | A. Badas       |
| 2    | France   | M. Benabdallah |
| 3    | Russie   | G. Goussov     |
| 3    | Tchéquie | P. Zoubek      |

| Rang | Pays           | Karatéka                 |
| ---- | -------------- | ------------------------ |
| 1    | Russie         | A. Potapov               |
| 2    | Pays de Galles | W. Seagrim               |
| 3    | France         | R. Bogacki               |
| 3    | Grèce          | Spyrídon Margaritópoulos |

###### Kumiteféminin
| Rang | Pays      | Karatéka         |
| ---- | --------- | ---------------- |
| 1    | Allemagne | Kora Knühmann    |
| 2    | Croatie   | J. Kovacevik     |
| 3    | Espagne   | E. Albors Huerta |
| 3    | Bulgarie  | M. Yordanova     |

| Rang | Pays               | Karatéka         |
| ---- | ------------------ | ---------------- |
| 1    | Italie             | Selene Guglielmi |
| 2    | Angleterre         | Natalie Williams |
| 3    | Grèce              | A. Karypidou     |
| 3    | République tchèque | P. Pecekova      |

| Rang | Pays               | Karatéka      |
| ---- | ------------------ | ------------- |
| 1    | Slovaquie          | L. Povalacova |
| 2    | Allemagne          | A. Poegel     |
| 3    | Bosnie-Herzégovine | A. Odzakovic  |
| 3    | Italie             | Greta Vitelli |

#### Épreuves par équipes

##### Kata
| Rang | Pays      |
| ---- | --------- |
| 1    | France    |
| 2    | Espagne   |
| 3    | Allemagne |
| 3    | Turquie   |

| Rang | Pays    |
| ---- | ------- |
| 1    | Espagne |
| 2    | Italie  |
| 3    | Croatie |
| 3    | Turquie |

##### Kumite
| Rang | Pays    |
| ---- | ------- |
| 1    | France  |
| 2    | Espagne |
| 3    | Grèce   |
| 3    | Italie  |